# براکات (کالیفرنیا)
براکات (به انگلیسی: Bracut) یک منطقهٔ مسکونی در ایالات متحده آمریکا است که در شهرستان هامبولت، کالیفرنیا واقع شده‌است. براکات ۵ متر بالاتر از سطح دریا واقع شده‌است.